# Phoenicophanta
Phoenicophanta là một chi bướm đêm thuộc họ Noctuidae.

## Loài
- Phoenicophanta bicolor Barnes & McDunnough, 1916
- Phoenicophanta flavifera Hampson, 1910
- Phoenicophanta modestula Dyar, 1924